# Тбилисские события 1956 года

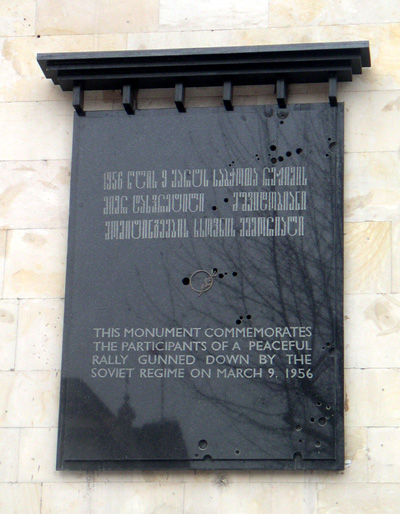
Памятная доска, посвящённая событиям 1956 года, на проспекте Руставели

Тбилисские события 1956 года (груз. 1956 წლის საპროტესტო გამოსვლები თბილისში) — массовые митинги и демонстрации в Тбилиси (Грузинская ССР) в марте 1956 года, вызванные выступлением Первого секретаря ЦК КПСС Н. С. Хрущёва с докладом «О культе личности и его последствиях» на XX съезде КПСС. При подавлении выступлений, по разным данным, пострадало до 150 человек.

## История
25 февраля 1956 года на закрытом утреннем заседании Н. С. Хрущёв выступил с закрытым докладом «О культе личности и его последствиях», который был посвящён осуждению культа личности И. В. Сталина. В нём была обнародована новая точка зрения на недавнее прошлое страны, с перечислением многочисленных фактов преступлений второй половины 1930-х — начала 1950-х, вина за которые возлагалась на Сталина.
Сергей Бельченко, сотрудник МГБ, вспоминал: «Последствия этого выступления (доклад Хрущёва) пришлось расхлёбывать органам государственной безопасности, в частности мне, во время тбилисских событий».
4 марта у памятника Сталину в Тбилиси начал собираться народ. Грузинский коммунист Н. И. Парастишвили забрался на постамент монумента, отпил из бутылки вино и, разбив её, произнёс: «Пусть так же погибнут враги товарища Сталина, как эта бутылка!».
5 марта 1956 года в годовщину смерти И. В. Сталина студенты и рабочие собрались на улицах и площадях Тбилиси с лозунгом «Не допустим критики Сталина». Демонстрация с портретами Сталина прошла по проспекту Руставели. Демонстранты требовали у прохожих снимать шапки, а водителей — давать гудки.
По воспоминаниям Нурбея Гулиа, 5 марта люди были возмущены отсутствием упоминания в газетах годовщины смерти Сталина. Он же вспоминал: «Придя утром 6 марта на занятия в школу, я обнаружил учеников и учителей во главе с директором на улице перед школой… Мы намеревались идти с портретами и лозунгом: „Ленин — Сталин!“ к Дому правительства». Далее он описывает поездку школьников на грузовиках: «По дороге было много таких грузовиков со школьниками. Было достаточно и пеших демонстрантов». Однако митинга у Дома правительства не было, и демонстранты разъезжались. 8 марта было устроено грандиозное представление на центральной площади города — площади Ленина, которая раньше носила имя Сталина. Н. В. Гулиа вспоминал: «На площади по кругу разъезжала черная открытая машина — ЗИС, в которой сидели актеры, наряженные, как Ленин и Сталин. Это был тбилисский народный обычай».
8 марта, по данным публициста Льва Лурье, митингующие выдвинули требования к властям из 5 пунктов: 9 марта объявить нерабочим траурным днём, во всех местных газетах поместить статьи, посвящённые жизни Сталина, в кинотеатрах демонстрировать фильмы «Падение Берлина» и «Незабываемый 1919-й» Михаила Чиаурели и пригласить на митинг гостившего в Тбилиси маршала КНР Чжу Дэ. Вечером 9-го числа на грузовиках из Гори в Тбилиси приехало около 2000 человек. Демонстранты требовали отставки Хрущёва и формирования нового правительства. По данным журналиста «Известий» Кирилла Колодина, звучали также призывы к выходу Грузии из СССР.
Мирные митинги проходили пять дней. 9 марта в город были введены войска. Ночью 10 марта, желая отправить телеграмму в Москву, толпа ринулась к Дому связи, где по ней был открыт огонь. В то же время с помощью бронетранспортёров и танков были разогнаны демонстранты на набережной реки Куры.

И на следующий после торжественных мероприятий день демонстранты подошли к Дому связи, располагавшемуся поблизости от Дома правительства, и многотысячной толпой стали напротив него. У входа в Дом связи находилась вооружённая охрана. Не помню уже, по какой причине, у «инициативной группы» в толпе возникло желание дать телеграмму Молотову. От толпы отделились четыре человека — двое юношей и две девушки подошли к охране. Их тут же схватили, выкрутили руки и завели в дом. Не надо было этого делать. Толпа бросилась через улицу на выручку… И из окон Дома связи вдруг заработали пулемёты.
Дальнейшая картина преследует меня всю жизнь. Вокруг начали падать люди. Первые минуты они почему-то падали молча, я не слышал никаких криков, только треск пулемётов. Потом вдруг один из пулемётов перенёс огонь на огромный платан, росший напротив Дома связи… по-моему, он и сейчас ещё там стоит. На дереве, естественно, сидели мальчишки. Мёртвые дети посыпались с дерева, как спелые яблоки с яблони. С тяжёлым стуком.
И тут молчание прервалось, и раздался многотысячный вопль толпы. Все кинулись кто куда — в переулки, укрытия, но пулемёты продолжали косить убегающих людей. Рядом со мной замертво упал сын директора нашей школы — мой ровесник. Я заметался и вдруг увидел перед собой небольшой памятник писателю Эгнате Ниношвили. Я кинулся туда и спрятался за спиной писателя, лицо и грудь которого тут же покрылись оспинами от пуль. Затем, когда пулемётчик перенёс огонь куда-то вправо, я бросился бежать вниз по скверу.
По дороге домой я увидел, как танки давят толпу на мосту через Куру. В середине моста была воющая толпа, а с двух сторон её теснили танки. Обезумевшие люди кидались с огромной высоты в ночную реку. В эту ночь погибло около восьмисот демонстрантов. Трупы погибших, в основном юношей и девушек, ещё три дня потом вылавливали ниже по течению Куры. Некоторых вылавливали аж в Азербайджане. На многих телах, кроме пулевых, были и колотые (штыковые) ранения.
— Н. В. Гулиа
В итоге, по данным МВД Грузии, было убито 15 и ранено 54 человека, из которых 7 умерло в больницах, 200 человек было арестовано. По другим данным, число жертв составило от 80 до 150 человек, за участие в протестах было задержано 375 человек (среди них было 34 члена КПСС и 165 комсомольцев). 39 из них было осуждено.

## Другие оценки
По некоторому мнению, развязанная Хрущёвым антисталинская кампания начала перерастать в антигрузинскую, в частности, в связи с тем, что Хрущёвым «делался откровенный акцент на его (Сталина) грузинское происхождение», что и спровоцировало митинги, начавшиеся в Тбилиси и Гори 6 марта 1956 года «по случаю годовщины смерти вождя и переросшие в акцию протеста против подобных выступлений властей. Участниками этих волнений стала молодёжь, считавшая, что заслуги Сталина перед страной несправедливо занижаются. 9 марта против митингующих в Тбилиси была применена сила, около 150 человек погибли. По свидетельствам участников тех трагических событий на проспекте Руставели (они и по сей день, каждый год 9 марта собираются вместе, чтобы почтить память погибших) далеко не все принявшие участие в митинге были настроены на защиту Сталина. Большая часть митингующих лишь требовала не приплетать ко всем его злодеяниям грузинское происхождение».
Уже впоследствии отмечалась особая неприязнь грузин к Хрущёву.